# Lincoln Chafee
Lincoln Davenport Chafee (ur. 26 marca 1953 w Warwick, Rhode Island) – amerykański polityk, senator ze stanu Rhode Island (wyznaczony do Senatu w 1999, wybrany w 2000), do 2007 roku członek Partii Republikańskiej, w latach 2011-2015 gubernator stanu Rhode Island, 2013-2019 członek Partii Demokratycznej, od 2019 w Partii Libertariańskiej.
Gdy jego ojciec, John Chafee, senator od 1976, ogłosił, że odejdzie na emeryturę po roku 2000, Lincoln Chafee, który był wówczas burmistrzem Warwick, ogłosił chęć ubiegania się o zwolnione przez niego miejsce w wyborach roku 2000. Gdy John Chafee zmarł niespodziewanie 24 października 1999, gubernator stanu Rhode Island Lincoln Almond wyznaczył na jego miejsce jego syna, by zasiadał w Senacie do końca kadencji. Lincoln Chafee wygrał wybory w 2000 pokonując Roberta Weyganda stosunkiem głosów 57% do 41%.
Podczas swej kadencji Chafee okazał się najbardziej liberalnym senatorem ze swojej partii (podobnie jak wcześniej jego ojciec). Często krytykował działania administracji George’a W. Busha, a po wyborach prezydenckich roku 2004 oświadczył, że nie głosował na niego, wzywając wcześniej innych republikanów, aby uczynili to samo i zamiast Busha juniora dopisali na listę (co jest możliwe w amerykańskim prawie wyborczym) byłego prezydenta George’a H.W. Busha. Był jedynym senatorem z Partii Republikańskiej który zagłosował przeciwko rezolucji dającej prezydentowi Bushowi pozwolenie na użycie siły przeciwko Irakowi. Jako jedyny także głosował przeciwko zatwierdzeniu Samuela Alito na sędziego Sądu Najwyższego.
W wyniku tych działań Chafee zaliczony został do tzw. RINO (republikanów tylko z nazwy).
W wyborach, które odbyły się 7 listopada 2006, nie odnowił mandatu. Jego następcą z Partii Demokratycznej został Sheldon Whitehouse. Mimo liberalnych poglądów i popularności w stanie Chafee przegrał, gdyż przeważająca większość wyborców w tym stanie popiera Partię Demokratyczną, a Chafee - mimo swej ówczesnej opozycji wobec przywódców Partii Republikańskiej - nadal do niej należał, co w zgodnej opinii ekspertów nie było jego atutem w tej kampanii wyborczej.
Jego kadencja upłynęła 4 stycznia 2007. Wkrótce potem opuścił szeregi Republikanów (mówiono o tym już w 2001 i 2003). Wrócił na scenę polityczną jako sprzymierzony z demokratami niezależny (jak np. niegdyś Jim Jeffords).
Chafee, poza opozycją wobec interwencji w Iraku i nominacjom sędziowskim niepopularnego, zwłaszcza w Nowej Anglii, prezydenta Busha, zajmował też wyraziste stanowisko w następujących sprawach:
- stanowczo popierał prawo do przerywania ciąży;
- jako jeden z nielicznych senatorów i jedyny republikanin popierał dopuszczenie możliwości legalizacji małżeństw osób tej samej płci;
- opowiadał się za ochroną środowiska naturalnego;
- sprzeciwiał się wprowadzonym przez Busha cięciom podatków dla najzamożniejszych;
- sprzeciwiał się wszystkim formom kary śmierci;
- popierał legalizację i rozwój badań nad komórkami macierzystymi w celach medycznych.